# 上奥西奥
上奥西奥（義大利語：Osio Sopra）是意大利贝加莫省的一个市镇。总面积5平方公里，人口5060人，人口密度1012.0人/平方公里（2009年）。国家统计（ISTAT）代码为016152。